# Префектура Кумамото
Префекту́ра Кумамо́то (яп. 熊本県, くまもとけん, МФА: [kumamoto keɴ]?) — префектура в Японії, в регіоні Кюшю.  Розташована в західній частині острова Кюсю. Адміністративний центр префектури — Кумамото. Межує з префектурами Фукуока, Ойта, Міядзакі, Каґошіма, а також Наґасакі по морю. . Площа становить 7404,73 км². Станом на 1 серпня 2011 року в префектурі мешкало 1 812 183 осіб. Густота населення складала 245 осіб/км².  

## Адміністративний поділ
У префектурі Кумамото розміщено 14 міст і 9 повітів (23 містечка і 8 сіл).

### Міста
Список міст префектури:
| - Амакуса; - Арао; - Асо; - Камі-Амакуса; - Кікучі; - Коші; - Кумамото; | - Мінамата; - Тамана; - Укі; - Уто; - Хітойоші; - Ямаґа; - Яцушіро. |

### Повіти
Містечка і 8 села за повітами:
| - Сімомасікі; - Місато; - Тамана; - Ґьокуто; - Наґасу; - Наґомі; - Нанкан; - Кікуті; - Кікуйо; - Одзу; | - Асо; - Мінаміасо; - Мінаміоґуні; - Нішіхара; - Оґуні; - Такаморі; - Убуяма; - Асікіта; - Асікіта; - Цунагі; | - Камімашікі; - Касіма; - Коса; - Масікі; - Міфуне; - Ямато; - Яцушіро; - Хікава; - Амакуса; - Рейхоку. | - Кума; - Асаґірі; - Іцукі; - Кума; - Мідзукамі; - Нішікі; - Сагара; - Тараґі; - Юномае; - Ямае; |

## Видатні люди
- Сінджи Кадзьо (梶尾真治, 1947 р.н.)  — відомий японський письменник - автор наукової фантастики та фентезі, перекладач наукової фантастики.

## Транспорт
- Аеропорт Кумамото (Машікі)